# Thymelaea
Thymelaea es un género con unas 30 especies de hierbas y arbustos perennes de plantas fanerógamas pertenecientes a la familia  Thymelaeaceae, nativo de las Islas Canarias, región del Mediterráneo, norte y centro de Europa y este a centro de Asia. 

## Especies
| - Thymelaea angustifolia (Boiss.) Rivas Mart. - Thymelaea antiatlantica Maire - Thymelaea argentata (Lam.) Pau - Thymelaea aucheri Meisn. - Thymelaea broteriana Cout. - Thymelaea calycina Meisn. - Thymelaea cilicica Meisn. - Thymelaea coridifolia Endl. - Thymelaea dioica All. - Thymelaea floribunda Boiss. ex Casav. - Thymelaea granatensis (Pau) Lacaita - Thymelaea gussonei Bor. - Thymelaea hirsuta Endl. - Thymelaea lanuginosa (Lam.) Brecher - burhalaga, mierdacruz. - Thymelaea lythroides Barratte & Murb. - Thymelaea mesopotamica (C.Jeffrey) B.Peterson - Thymelaea microphylla Coss. & Durieu | - Thymelaea myrtifolia (Poir.) D.A.Webb - Thymelaea nitida Endl. - Thymelaea passerina (L.) Coss. & Germ. - Thymelaea procumbens A.Fern. & R.Fern. - Thymelaea pubescens Meisn. - Thymelaea putorioides Emb. & Maire - Thymelaea ruizii Loscos ex Casav. - Thymelaea salsa Murb. - Thymelaea sanamunda All. - timelea - Thymelaea sempervirens Murb. - Thymelaea subrepens Lange - Thymelaea tartonraira All. - Thymelaea tinctoria Endl. - Thymelaea velutina - Thymelaea virgata Endl. - Thymelaea virescens Meisn. - Thymelaea villosa Endl. |